# アルバニア俳句協会
アルバニア俳句協会（アルバニアはいくきょうかい、アルバニア語: Haiku-Klubi Shqiptar）はアルバニアの文学団体。

## 概要
アルバニア俳句協会は2005年に発足した団体で、ミリアノフ・カルピ (Milianov Kallupi) が代表者を務めている。本部はアルバニア・エルバサン州エルバサン県エルバサン市。年3回ほどの会誌を発行しており、メンバーの「俳句」を掲載している。ただしここに掲載される「俳句」はアルバニア語で書かれた韻文三行詩で季語は織り込まれておらず、1905年にフランスのポール・ルイ・クーシュが書いた作品集の流れを汲んだ「国際俳句」と呼ばれるスタイルを取っている。